# Carlos Hernández (Leichtathlet)
Carlos Santiago Hernández (* 29. Juli 1998) ist ein kolumbianischer Mittelstreckenläufer, der sich auf den 1500-Meter-Lauf spezialisiert hat. 

## Sportliche Laufbahn
Erste Erfahrungen bei internationalen Meisterschaften sammelte Carlos Hernández im Jahr 1998, als er bei den Jugendweltmeisterschaften in Cali mit 4:01,60 min in der ersten Runde über 1500 m ausschied. 2017 gewann er bei den U20-Südamerikameisterschaften in Leonora in 14:56,33 min die Bronzemedaille im 5000-Meter-Lauf und anschließend siegte er in 14:53,93 min bei den U20-Panamerikameisterschaften in Trujillo über 5000 m und belegte in 3:47,24 min den vierten Platz über 1500 m. Ende November wurde er dann bei den Juegos Bolivarianos in Santa Marta in 3:49,99 min Vierter über 1500 m. Im Jahr darauf nahm er an den Südamerikaspielen in Cochabamba teil und belegte dort in 3:56,18 min den fünften Platz und anschließend siegte er in 3:59,47 min über 1500 m bei den U23-Südamerikameisterschaften in Cuenca. 2019 gelangte er bei den Südamerikameisterschaften in Lima mit 3:45,35 min auf den fünften Platz und anschließend wurde er bei den Panamerikanischen Spielen ebendort in  3:45,35 min Achter.

## Persönliche Bestzeiten
- 1500 Meter: 3:45,35 min, 8. August 2019 in Lima
- 5000 Meter: 14:24,26 min, 14:24,26 min in Concepción